# Sarcophagus of Drunken Loves

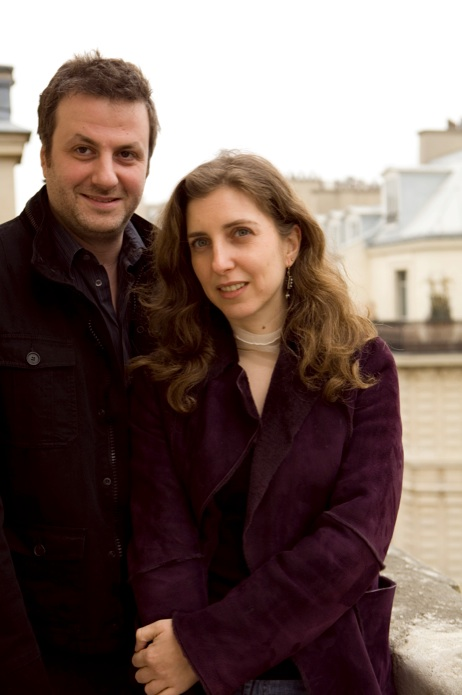
Das Regieteam Joana Hadjithomas und Khalil Joreige

Sarcophagus of Drunken Loves ist ein französisch-libanesischer dokumentarischer Avantgardefilm unter der Regie des Künstlerpaares Joana Hadjithomas und Khalil Joreige aus dem Jahr 2024. Der Film feierte im Februar 2024 auf der Berlinale seine Weltpremiere in der Sektion Berlinale Forum Expanded.

## Handlung
Stromausfall ist im Nationalmuseum Beirut inzwischen keine Seltenheit mehr. Doch das Publikum will die Spuren vergangener Kulturen trotzdem sehen und strahlt die Exponate mit den Handys an. Durch Chaos außerhalb des Gebäudes lassen sich die Menschen nicht am Sehen hindern.

## Produktion

### Filmstab
Regie führte bei diesem dokumentarischen Avantgardefilm das Künstlerpaar Joana Hadjithomas und Khalil Joreige.

### Dreharbeiten und Veröffentlichung
Der Film feierte im Februar 2024 auf der Berlinale seine Weltpremiere in der Sektion Berlinale Forum Expanded.

## Auszeichnungen und Nominierungen
- 2024: Internationale Filmfestspiele Berlin